# Neivamyrmex graciellae
Neivamyrmex graciellae é uma espécie de formiga do gênero Neivamyrmex.